# Quick (1932)
Quick ist ein deutscher Spielfilm aus dem Jahre 1932. Unter der Regie von Robert Siodmak spielen Hans Albers (Titelrolle) und  Lilian Harvey die Hauptrollen. 

## Handlung
Die schon früh geschiedene, 21-jährige Eva Prätorius residiert im edlen Sanatorium Sonneneck, das von dem angesehenen Prof. Bertram ärztlich geführt wird. Ihr Interesse weckt einzig der Musikclown Quick, den sie allabendlich in der Varietévorführung des Apollo-Theaters bewundert. Dort singt er und führt allerlei akrobatische Kunststücke vor. Bald beginnt sich auch der weiß geschminkte Entertainer für die junge, kapriziöse Frau, die ihn allabendlich aus ihrer Loge anhimmelt, zu interessieren. Obwohl beide noch nie ein Wort miteinander gewechselt haben, entwickeln Quick wie Eva eine unausgesprochene Zuneigung füreinander. Die sich anbahnende Liaison wird von einem anderen Kurgast, Herrn von Pohl, den alle nur „Dicky“ nennen, mit großem Unbehagen gesehen, hat er doch selbst ein Auge auf Eva geworfen. Unterstützung findet er in Professor Bertram, der gleichfalls an Eva interessiert ist. Um wenigsten den Konkurrenten Dicky aus dem Feld zu schlagen, traktiert er diesen mit allerlei medizinischen Maßnahmen.
Das kesse Fräulein Prätorius will nun den nächsten Schritt gehen und sucht Quick am helllichten Tag im Varieté des „Apollo“. Doch sie erkennt ihn nicht, als er zufällig vor ihr steht – ungeschminkt, so wie sie ihn noch nie zuvor sah. Der elegant und „zivil“ gekleidete Mann stellt sich als Henkel, Direktor des Etablissements, vor. Eva zeigt gänzliches Desinteresse an ihm, sie ist komplett fixiert auf ihre Vorstellung vom geschminkten Quick. Quick als „Theaterdirektor Henkel“ glaubt sogar, bei Eva regelrecht Widerwillen und Ablehnung ihm gegenüber zu spüren. Als sich die Chance ergibt, in der Maskierung des Quick auch im Sanatorium aufzutreten, sagt er zu. Sofort ist Eva wieder Feuer und Flamme, und ihre Gefühle erkühlen ebenso rasch, als sie am nächsten Tag im Theater erneut auf den falschen Direktor Henkel trifft. Quick greift daraufhin zu einer List und überredet seinen ständig betrunkenen Freund Clock dazu, sich als Quick auszugeben, um Evas Fixierung auf den Clown zu zerstören. Entsetzt läuft sie nach der ersten Begegnung mit dem falschen Quick davon und trifft auf den echten Direktor Henkel. Nun versteht sie gar nichts mehr. Während einer weiteren Vorstellung klärt Quick das Durcheinander auf der Bühne auf und erklärt ihr, dass sie ihn heiraten werde.

## Produktionsnotizen
Quick wird gelegentlich auch unter dem Titel Quick – König der Clowns geführt.
Die Dreharbeiten begannen am 10. März und wurden am 30. April 1932 abgeschlossen. Die Uraufführung fand am 9. August 1932 im Ufa-Palast am Zoo statt, am 8. Dezember 1933 lief Quick auch in den USA an. Am 25. Juni 1977 wurde der Film erstmals nachmittags im deutschen Fernsehen von der ARD ausgestrahlt.
Erich Kettelhut schuf die Filmbauten, Fritz Thiery sorgte für den Ton. Der Liedtext zu Gnädige Frau, komm‘ und spiel mit mir stammt von dem Drehbuchautor Robert Liebmann. Max Pfeiffer war Produktionsleiter; Filmeditor Viktor Gertler diente Robert Siodmak auch als Regieassistent.
Von diesem Film wurde auch eine gleichnamige französische Fassung hergestellt. Während die Harvey ihre deutsche Rolle (unter dem diesmaligen Namen Christine Dawson) wiederholte, spielte Jules Berry dort den titelgebenden Musikclown.

## Kritik
Oskar Kalbus’ Vom Werden deutscher Filmkunst meinte: „Ein interessanter Stoff: die kleine blonde, verspielte Frau verliebt sich in die Maske des Gauklers, abgeschminkt erkennt sie ihn nicht, will nichts von ihm wissen. […] Diese Regie im ‚Quick‘ ist glatt und konventionell, aber auch nicht mehr. Die Regie hat Erfolgsmathematik geführt: Albers zieht, Harvey, zieht, wie müssen erst Hans und Lilian zusammen ziehen. Beim Publikum stimmte die Rechnung, für die Filmkunst ging sie aber nicht ganz auf.“
Im Lexikon des Internationalen Films heißt es: Ganz auf den Charmeur Hans Albers und die quirlige Lilian Harvey zugeschnitten, fehlt es Siodmaks Bühnenverfilmung von 1932 letztlich an inszenatorischem Schwung; der Versuch, in den Showszenen amerikanische Vorbilder zu kopieren, scheitert kläglich.
Für Kay Weniger handelte es sich um „pure Starkonfektion“, und er bezeichnete Quick in Robert Siodmaks Biografie als einen „verunglückten Lilian-Harvey-Film (…) mit einem gänzlich fehlbesetzten Hans Albers (der einen Akzent sprechen muss und in weißer Clownsbemalung auftritt)“.